# Ruth Halbsguth
Ruth Halbsguth (* 9. Dezember 1916 in Eckernförde; † 12. Oktober 2003 ebenda) war eine deutsche Schwimmerin, die bei den Olympischen Spielen 1936 Silber mit der Staffel gewann.
Ruth Halbsguth schwamm für Nixe Charlottenburg. Von 1933 bis 1938 gewann sie sechsmal in Folge die deutsche Meisterschaft im 400-Meter-Freistilschwimmen; während ihrer Karriere stellte sie zehn deutsche Rekorde auf. Bei den Schwimmeuropameisterschaften 1934 in Magdeburg belegte sie mit der 4-mal-100-Meter-Freistilstaffel in der Besetzung Ruth Halbsguth, Ingrid Ohliger, Hilde Salbert und Gisela Arendt den zweiten Platz hinter den Niederländerinnen. Bei den Olympischen Spielen 1936 unterlag die Freistilstaffel mit Ruth Halbsguth, Leni Lohmar, Ingeborg Schmitz und Gisela Arendt erneut den Niederländerinnen.